# Campamento (Honduras)
Campamento is een gemeente (gemeentecode 1502) in het departement Olancho in Honduras.

## Ligging

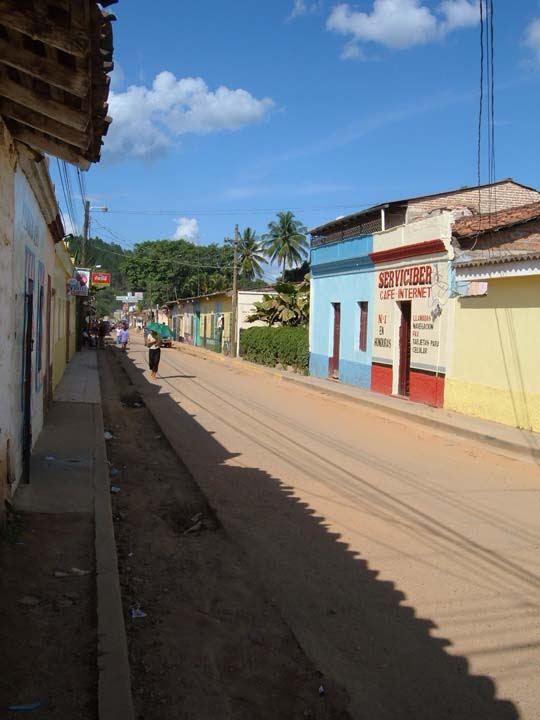
Hoofdstraat van Campamento

Campamento is een van de eerste plaatsen die men tegenkomt als men vanuit Tegucigalpa het departement Olancho binnenrijdt. Er zijn dagelijkse bussen naar Tegucigalpa, Juticalpa en Catacamas.
Het dorp ligt in een nauw dal, aan de rivier Campamento, waaraan het zijn naam dankt. Deze river wordt ook Santa Ana genoemd. Andere rivieren zijn de Almendares en de Guayape. Het dorp is omgeven door bergen met pijnboombossen.

## Economie
De pijnbomen worden gekapt voor het hout, en verwerkt in plaatselijke zaagmolens. Ten oosten van Campamento is een grote viskwekerij waar tilapia's gefokt worden voor de export.

## Bevolking
De bevolking is als volgt verdeeld:
| Vrouwen | 10.674 | 50,2% |
| Mannen  | 10.609 | 49,8% |

## Dorpen
De gemeente bestaat uit tien dorpen (aldea), waarvan de grootste qua inwoneraantal: Campamento (code 150201) en Quebrada Grande (150210).